# GATE (спецназ)
GATE (порт. Grupo de Ações Táticas Especiais — букв. Гру́ппа Специа́льных Такти́ческих Опера́ций) — бразильские подразделение специального назначения военной полиции Сан-Паулу и Минас-Жерайс. Создано в 1988 году. Является аналогом американских полицейских подразделений SWAT.

## Задачи
- Освобождение заложников.
- Обезвреживание бомб.

## Вооружение
Различные виды вооружения, используемые GATE:
- Пистолет — Taurus PT92;
- Пистолеты-пулемёты — HK MP5A3;
- Автоматы — M4, M16, IMBEL FAL, IMBEL MD-97;
- Снайперские винтовки — FN 30-11, HK PSG1, IMBEL AGLC, Remington 700;
- Крупнокалиберная снайперская винтовка — Barrett M82;
- Дробовик — Benelli M3;
- Бронежилет;
- Взрывчатка C-4.